# Не залишай
Не залишай (на български: „Не (ме) оставяй“) е песен на украинската рок-група O.Torvald от албума O.Torvald, издаден през 2008 г. Посветена е на момиче, което е скъсало с главния герой, но той продължава да я обича.
Текстът на песента се състои от 2 куплета и припев, който се повтаря няколко пъти.
Към песента е заснет видеоклип, който влиза в ефира на канал Enter Music и "М1" през 2008 г. Клипът е представен на сайта Ютуб на 27 май 2008 година. На видеото са показани членовете на групата O.Torvald, които свирят първо в гараж, а след това на покрива на къщата. Показва и вокалиста Евгений Галич с компютър в стаята му.